# Daler delle Indie occidentali danesi
Il daler (danese, plurale uguale o dalere) è stata la valuta delle Indie occidentali danesi dal 1849 al 1917.

## Storia
| Cristiano IX di Danimarca                                          | Cristiano IX di Danimarca                                        |
| ------------------------------------------------------------------ | ---------------------------------------------------------------- |
|                                                                    |                                                                  |
| CHRISTIAN IX • 1904 • DANSK VESTINDIEN. Testa nuda di Cristiano IX | 20 FR ANCS Figura femminile su barca vichinga. In esergo 4 DALER |
| AV 20 Franchi [4 Daler] (6,45 g). Datata 1904.                     |                                                                  |

Il daler sostituì il rigsdaler nel 1849. Fino al 1859 non furono coniate frazioni e furono contromarcate una varietà di monete che erano in uso nelle isole. Nel 1859 furono introdotte monete denominate in cent pari a 1/100 di daler.
Nel 1904 furono introdotte due nuove denominazioni, il bit e il franc (franco). Le quattro unità erano così collegate: 5 bit = 1 cent, 100 bit = 20 cent = 1 franco, 100 cent = 5 franchi = 1 daler. Le monete emesse recavano il valore in due unità, bit e cent, franco e cent o franco e daler. Vennero emesse banconote denominate in franchi. Il franco aveva lo stesso valore del franco francese. Al rovescio delle banconote c'era un testo (see ) con il valore in corona danese e øre, con la parità di 1 franco = 72 øre.
Nel 1934, nelle Isole diventate americane, il daler fu sostituito dal dollaro statunitense con un cambio di 1 dollaro = 1,0365 daler.

## Monete
Tra il 1849 e 1859 per la circolazione nelle Indie occidentali danesi furono controstampate monete statunitensi, brasiliane, britanniche, francesi, olandesi e spagnole con il monogramma coronato FRVII.
Denominazioni elencate nel Krause & Mishler sono ½ e 1 cent, ¼, ½ e 1 dollaro dagli Stati Uniti, ⅛ e ¼ dollaro delle cosiddette anchor coin delle Indie occidentali britanniche, farthing, ½ e 6 penny, 1 scellino, ½ e 1 corona britannici, 5 sou e ½ franco, pezzo da 8 messicani, 25 cent olandesi,  4 maravedí e 1, 2 e 4 real spagnolo.
In 1859, furono introdotte monete da 1, 3, 5, 10 e 20 cent. Ad esclusione della moneta da 1 cent di bronzo, le altre erano tutte in argento. Nel 1904, con il nuovo sistema monetario, furono introdotte monete d'oro da 4 daler (20 franchi) e 10 daler (50 franchi). Queste furono seguite nel 1905 dai tagli da ½, 1, 2, 5, 10, 20 e 40 cent. Queste monete recavano anche il valore di 2½, 5, 10 e 50 bit, 1 e 2 franchi. I pezzi da ½, 1 e 2 cent erano coniati in bronzo, i 5 cent in nickel e gli altri valori in argento.

## Banconote
Nel 1849 il tesoro di Stato emise banconote da 2, 3, 5, 10, 50 e 100 daler. La Bank of St Thomas emise banconote denominate in dollari tra il 1837 e il 1889. Sulle banconote non era indicato di quale dollaro si trattasse.
Nel 1905, la Dansk-Vestindiske Nationalbank (Banca nazionale delle Indie occidentali danesi) introdusse banconote nei tagli da 5, 10, 20 e 100 franchi, che recavano anche l'indicazione del loro valore in corone danesi:  3,6, 7,2, 14,4 e 72 corone.